# Kanton Montendre
Kanton Montendre (fr. Canton de Montendre) je francouzský kanton v departementu Charente-Maritime v regionu Poitou-Charentes. Skládá se z 15 obcí.

## Obce kantonu
- Bran
- Chamouillac
- Chartuzac
- Corignac
- Coux
- Expiremont
- Jussas
- Messac
- Montendre
- Pommiers-Moulons
- Rouffignac
- Souméras
- Sousmoulins
- Tugéras-Saint-Maurice
- Vanzac